# 2025年敘利亞臨時憲法
《2025年敘利亞臨時憲法》，正式名稱為《阿拉伯敘利亞共和國憲法宣言》（阿拉伯語：الإعلان الدستوري للجمهورية العربية السورية），是由敘利亞總統艾哈邁德·沙拉批准的臨時憲法，確立伊斯蘭主義政權，並計劃在五年的過渡期內施行。
這部憲法的誕生，源於2024年12月8日巴沙爾·阿薩德獨裁政權的垮台。該政權因伊斯蘭主義武裝組織沙姆解放組織發動軍事攻勢，加上土耳其支持的盟軍敘利亞國民軍助攻而終結。這場變局標誌著阿薩德家族超過半個世紀的統治落幕——哈菲茲·阿薩德自1971年在復興黨政變後掌權，直至此刻終結。
在阿薩德政權倒台後，軍事行動指揮部發言人哈桑·阿卜杜勒·加尼宣佈廢除《2012年敘利亞復興黨憲法》。隨後，沙拉表示將發佈一項「憲法宣言」，作為法律框架，直至制定新憲法。2025年3月2日，他成立委員會負責起草新的憲法宣言，以監督國家過渡；3月13日，他正式簽署臨時憲法，並確定其有效期為五年。
然而，這項憲改過程是在動盪局勢下進行的，敘利亞仍面臨多重挑戰，包括親阿薩德殘餘勢力、德魯茲民兵和以色列軍隊可能造成的領土分裂風險；阿拉維派地區的宗派衝突及屠殺；以及自敘利亞內戰延續至今的國際制裁。

## 背景
由沙姆解放組織主導的2024年敘利亞反對派攻勢，代號「遏制侵略」，並獲得土耳其支持的盟軍敘利亞國民軍協助。此輪攻勢迅速導致巴沙爾·阿薩德政權崩潰，終結阿薩德家族自1971年哈菲茲·阿薩德在復興黨政變後掌權以來長達半個世紀的統治。
隨著反對派聯盟逐步逼近大馬士革，有報導指巴沙爾·阿薩德已乘機離開首都，逃往俄羅斯，與流亡的家人會合，並獲得俄羅斯政府政治庇護。阿薩德離境後，反對派武裝隨即透過國家電視台宣佈勝利。與此同時，俄羅斯外交部亦證實他已辭去總統職務並離開敘利亞。
2024年12月29日，敘利亞電視台報導指，當局正籌備1200名代表參與的全國會議，但會議日期尚未確定。報導指出，屆時將宣佈成立憲法起草委員會，並解散敘利亞人民議會及所有武裝派別（包括沙姆解放組織），以重組新的國家軍隊。同日，敘利亞事實上的領導人艾哈邁德·沙拉表示，大選可能需要4年才能籌備完成，並強調必須先進行人口普查。

## 憲法變更
在政權更迭後，艾哈邁德·沙拉於2025年1月29日在大馬士革舉行的敘利亞革命勝利宣告會議上，由敘利亞總指揮部正式任命為過渡時期的總統。在此之前，他已是阿薩德政權垮台後的實際領導人。就任後，沙拉於1月31日發表首場演說，宣佈將頒佈「憲法宣言」，作為新憲法確立前的法律依據。
隨後，參與推翻阿薩德政權的各武裝組織召開會議，一致決定廢除2012年復興黨執政時期的《敘利亞憲法》，並著手起草新憲法。儘管阿薩德的下台受到許多敘利亞民眾歡迎，但伊斯蘭主義政權的建立令國內族群與宗教少數派感到不安，部分社群更表態不願接受大馬士革當局的管治。在敘利亞革命勝利宣告會議期間，軍事行動指揮部發言人哈桑·阿卜杜勒·加尼宣佈正式廢除《2012年敘利亞復興黨憲法》。
2025年2月12日，過渡政府宣佈成立敘利亞全國對話會議籌備委員會，成員包括哈桑·達吉姆、馬希爾·阿盧什、穆罕默德·馬斯特特、優素福·哈伊爾、穆斯塔法·穆薩、欣德·卡巴瓦特和胡達·阿塔西。然而，會議因未能充分代表敘利亞多元社群及公民組織而受到批評。
2025年3月2日，總統沙拉宣佈成立憲法起草委員會，負責制定憲法宣言，作為敘利亞在阿薩德垮台後的過渡治理框架。3月13日，沙拉正式批准臨時憲法，有效期五年。

## 概述
新憲法確立總統制，行政權歸於總統，由其負責任命內閣部長，並不設總理職位。憲法將伊斯蘭教法視為主要法律依據，同時保障言論與表達自由。
人民議會被設立為過渡時期的臨時議會，負責監督新憲法的起草。總統擁有直接任命三分之一議員的權力，並可無需議會批准指派憲法法院法官。其餘三分之二的議員則透過由總統指定的委員會監督的選舉程序產生
。
新憲法沿用部分舊憲法條款，例如總統必須為穆斯林，以及伊斯蘭教法為主要立法基礎。憲法亦承諾保障所有公民的平等權利，無論族裔或宗教背景。現行敘利亞武裝部隊被定義為國家正規軍，並禁止未經授權的武裝組織在各地區運作。此外，公開支持前阿薩德政權亦被視為刑事犯罪。
新憲法原計劃恢復1:2比例的獨立旗為國旗，但最終版本仍沿用2:3比例。

## 反應
聯合國敘利亞問題特使裴凱儒對該憲法聲明表達有限支持，認為此舉可能有助於恢復法治，並推動全面過渡進程。同時，他呼籲對近期宗派暴力及針對阿拉維派平民的襲擊進行獨立調查，並敦促敘利亞臨時政府與聯合國當局展開合作。
敘利亞記者薩巴·馬杜爾形容，該憲法對於禁止否認阿薩德政權罪行的規定，有助於維護歷史真相，並為受害者伸張正義。不過，她也指出，若要全面追究責任，還需對支持阿薩德的政黨採取進一步措施。

### 批評
敘利亞民主委員會強烈抨擊該憲法，認為沙拉只是在重複阿薩德政權的憲法模式，並稱該文件非法，違反了先前沙拉與敘利亞民主力量領導層之間的協議。該委員會警告，新憲法可能引發更多暴力、宗派衝突加劇，並進一步鞏固威權統治。
此外，該委員會特別指出，憲法強調伊斯蘭教法作為治理基礎，可能會導致全國範圍內的新一輪動盪。庫爾德自治當局則拒絕接受該聲明，批評其未能體現敘利亞的多元族群結構。該當局認為，該文件延續了復興黨的政策，只是換湯不換藥，且忽視敘利亞社會的族群多樣性。
值得注意的是，這項批評出現的僅僅兩天前，庫爾德自治當局才剛與新政府簽署一項整合至敘利亞國家的協議。
同時，德魯茲派的精神領袖希克馬特·希吉里直指臨時政府為「極端主義政權」，並完全排除與其合作的可能性。他不僅質疑該政府的合法性，還暗示其可能因阿拉維派大屠殺而遭到國際法起訴，該屠殺事件正好發生於新憲法簽署之際。

### 抗議
2025年3月14日，數百名庫爾德示威者於卡米什利上街抗議剛簽署的憲法聲明，批評該文件未能回應敘利亞少數族裔的政治訴求。反對者擔憂，新憲法賦予過渡總統極大權力，恐將為新一輪威權統治奠定基礎。此外，外界對於五年過渡期也抱持懷疑，質疑沙拉是否真的會遵守時限，因為他過去曾違反承諾。憲法進一步將伊斯蘭教法設為主要立法依據，引發對敘利亞多元社會未來的憂慮。
示威者進一步批評，該憲法未明確承認敘利亞的少數族裔，包括庫爾德人、阿拉維派、基督徒與德魯茲派。他們認為，這與憲法聲明中承諾的信仰自由與法律平等相矛盾，實際上強化遜尼派的主導地位。
抗議人群高喊「推翻朱拉尼」，直接指向總統沙拉，並使用了他在內戰期間的戰時化名。同時，阿穆達也爆發抗議，示威者要求建立「民主與聯邦制」的治理模式，以確保庫爾德人的自治權。